# Glossaire du basket-ball
Ce glossaire liste des termes spécifiques au basket-ball.
- Haut – A
- B
- C
- D
- E
- F
- G
- H
- I
- J
- K
- L
- M
- N
- O
- P
- Q
- R
- S
- T
- U
- V
- W
- X
- Y
- Z

## 0-9
- 3 secondes : période de temps maximale durant laquelle un joueur peut rester dans la raquette (en attaque lorsque son équipe est en zone avant).
- 3 secondes en défense : période de temps maximale durant laquelle un défenseur peut rester dans la raquette sans contact avec un attaquant (règle utilisée uniquement en NBA), sanctionné par un lancer-franc et possession pour l'équipe en attaque.
- 5 secondes : période de temps maximale accordée à un joueur pour effectuer une remise en jeu ou un lancer-franc, ou pour effectuer une passe depuis le terrain sous pression défensive et après arrêt du dribble.
- 8 secondes : période de temps maximale dont l'équipe qui attaque dispose pour faire franchir au ballon sa moitié de terrain appelée zone arrière[1] (auparavant fixée à 10 secondes à la période du jeu en 30 secondes au lieu des actuelles 24).
- 14 secondes : période de temps fixe durant laquelle une équipe doit tenter de tirer au panier (et toucher l'arceau), après avoir pris un rebond offensif ou après avoir été victime d'une faute personnelle ou d'une violation de l'équipe adverse en zone avant. Dépasser cette période entraîne la perte de la balle.
- 24 secondes : période de temps fixe durant laquelle une équipe doit tenter de tirer au panier (et toucher l'arceau) après en avoir récupéré le contrôle du ballon. Dépasser cette période entraîne la perte de la balle.

## A
- Ailier : un des cinq postes usuels au basket-ball. C'est généralement un joueur polyvalent, capable à la fois de tirer de loin et de jouer dans la raquette.
- Ailier shooteur : voir Ailier.
- Ailier fort : un des cinq postes usuels au basket-ball. C'est généralement un joueur moins grand que le pivot mais dont le jeu est similaire. Il joue cependant plutôt face au panier, alors que le pivot joue dos au panier.

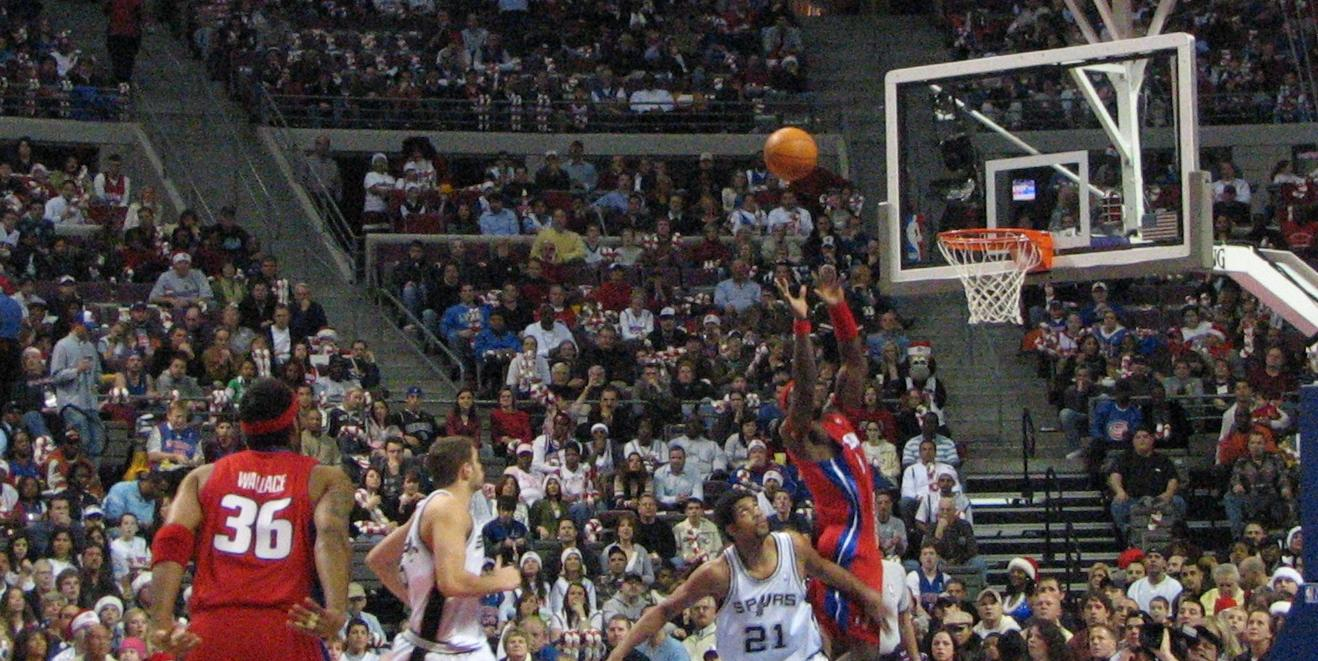
Rasheed Wallace (#36) envoie la balle à Ben Wallace pour un alley-oop lors d'un match contre les Spurs en 2005.

- Air ball : tir manqué qui ne touche ni le cercle ni la planche.
- All-Star: Événement annuel de différentes ligues proposant différents concours (3 point, dunk, etc.) ainsi qu'un match regroupant les plus grandes stars de la ligue.
- Alley-oop : variante du slam dunk qui consiste à reprendre une passe en vol pour aller dunker, c'est-à-dire mettre la balle directement dans le panier.
- And-one : action d'inscrire un panier tout en subissant une faute, ce qui accorde 1 lancer franc supplémentaire à l'attaquant.
- Anklebreaker : cross-over qui fait perdre l'équilibre au défenseur et le fait tomber.
- Anneau inclinable : anneau du panier qui peut s'incliner puis revenir en position initiale à la suite d'un dunk.
- Antenne ou hand checking : fait de s'appuyer avec ses mains ou son (voire ses) avant-bras sur l'attaquant pour le contrôler. Elle est sanctionnée par le règlement FIBA et interdite depuis 2001 en NBA.
- Arbitre : officiel qui fait respecter les règles. Au plus haut niveau (professionnel), il y a trois arbitres par match.
- Arrière : un des cinq postes usuels au basket-ball. C'est généralement un joueur qui a pour charge de marquer des paniers par des tirs extérieurs à la raquette ou derrière la ligne des trois points.
- Assist : passe décisive en anglais.
- Attaque en triangle : système offensif développé par Sam Barry et mis en œuvre par Phil Jackson. Il consiste à faire former un triangle entre trois joueurs en attaque, afin de favoriser la circulation du ballon et le mouvement.

## B
- Backcourt violation  : voir retour en zone en français.
- Basketball sleeve : gaine en fibres synthétiques destinée à protéger le bras du joueur. Certains l'utilisent également pour améliorer leur précision au tir (shooting sleeve) ou comme accessoire de mode.
- Bâche: voir son tir contré par un défenseur.
- Bonus : dans chaque quart-temps (NBA, FIBA), lorsqu’une équipe totalise quatre fautes, l’équipe adverse tire alors automatiquement des lancers francs à chaque nouvelle faute défensive adverse[2],[3]. L'expression « être dans le bonus » est utilisée pour l'équipe bénéficiant de cette situation.
- Bras roulé: technique de tir permettant de limiter le risque de se faire contrer en se plaçant de profil par rapport au panier et en tirant de la main la plus éloignée de la cible.
- Brique : désigne familièrement un tir manqué qui ne touche pas l'arceau du panier, mais uniquement la planche.
- Buzzer beater : ou tir au buzzer. Tir effectué juste avant que le buzzer sonne, c'est-à-dire le moment signalant la fin d'un quart-temps ou d'un match.

## C

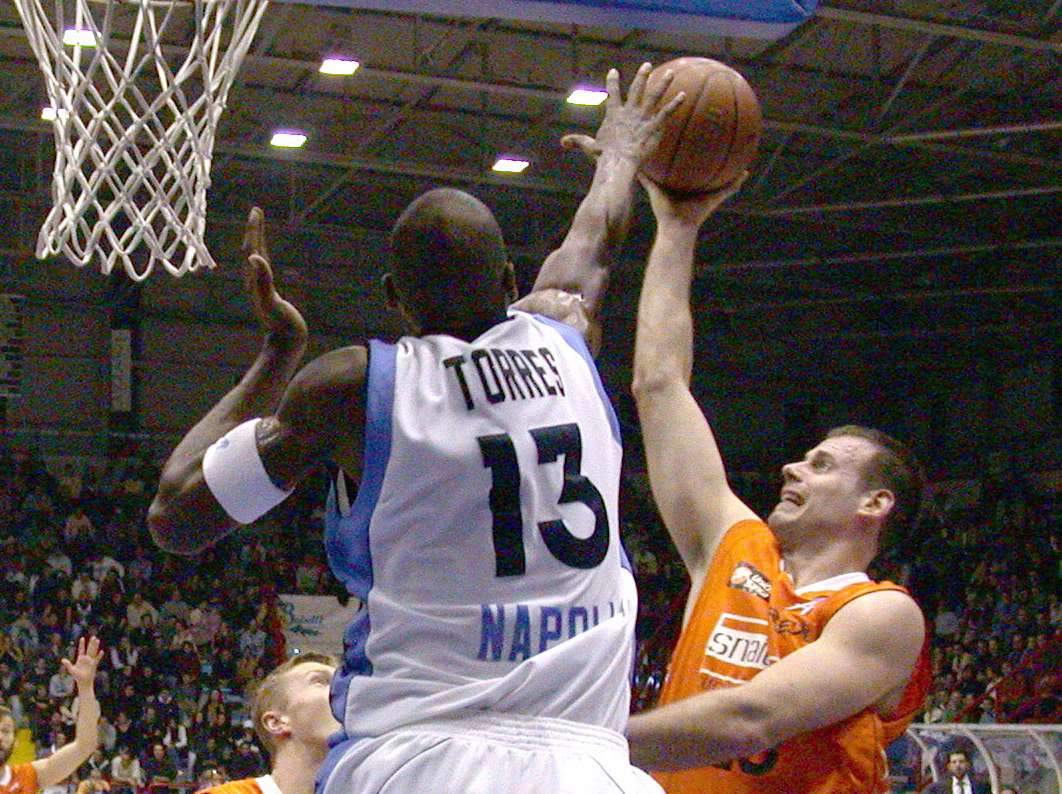
Óscar Torres contrant un tir adverse.

- Cake : désigne familièrement un contre.
- Caviar: terme utilisé pour désigner une passe particulièrement réussie qui place son receveur dans une situation idéale pour marquer.
- Cinq majeur : nom donné au groupe des cinq joueurs qui commencent un match, aussi appelés les titulaires.
- Claquette : action de remettre la balle dans le panier sur un rebond offensif après un tir manqué, sans reprendre appui au sol (voir alley-oop). Lorsqu'elle est suivie d'un dunk, on parle alors de claquette-dunk.
- Clutch time : désigne les dernières minutes et secondes d'un match, particulièrement décisives. Par extension, un joueur peut être qualifié de « clutch » pour sa faculté à inscrire des paniers lors des moments décisifs, tels que des buzzer beaters[4].
- Coast to coast : remontée de balle rapide d'un joueur vers le panier adverse, en traversant tout le terrain.
- Combo guard (ou combo) : arrière pouvant jouer indifféremment au poste de meneur ou d'arrière shooteur ;
- Contre : block en anglais. Désigne le geste effectué par un joueur en défense pour dévier un tir adverse sans commettre de faute.
- Contre-attaque : stratégie offensive qui consiste à tenter de prendre la défense de vitesse en remontant rapidement le terrain à la suite d'une récupération de balle.
- Coupe Korać de basket-ball : compétition de club européen de basket-ball qui porte le nom d'un joueur yougoslave des années 1960, Radivoj Korać, organisée entre 1972 et 2002.
- Coupe ou Cut : fait de traverser la raquette de manière latérale.
- Crew chief : arbitre principal d'une rencontre de NBA ou premier arbitre (selon la précédente appellation) d'une rencontre FIBA.
- Cross-over : variation du dribble, accompagnée d'un changement de main dans le but de passer un adversaire direct.

## D

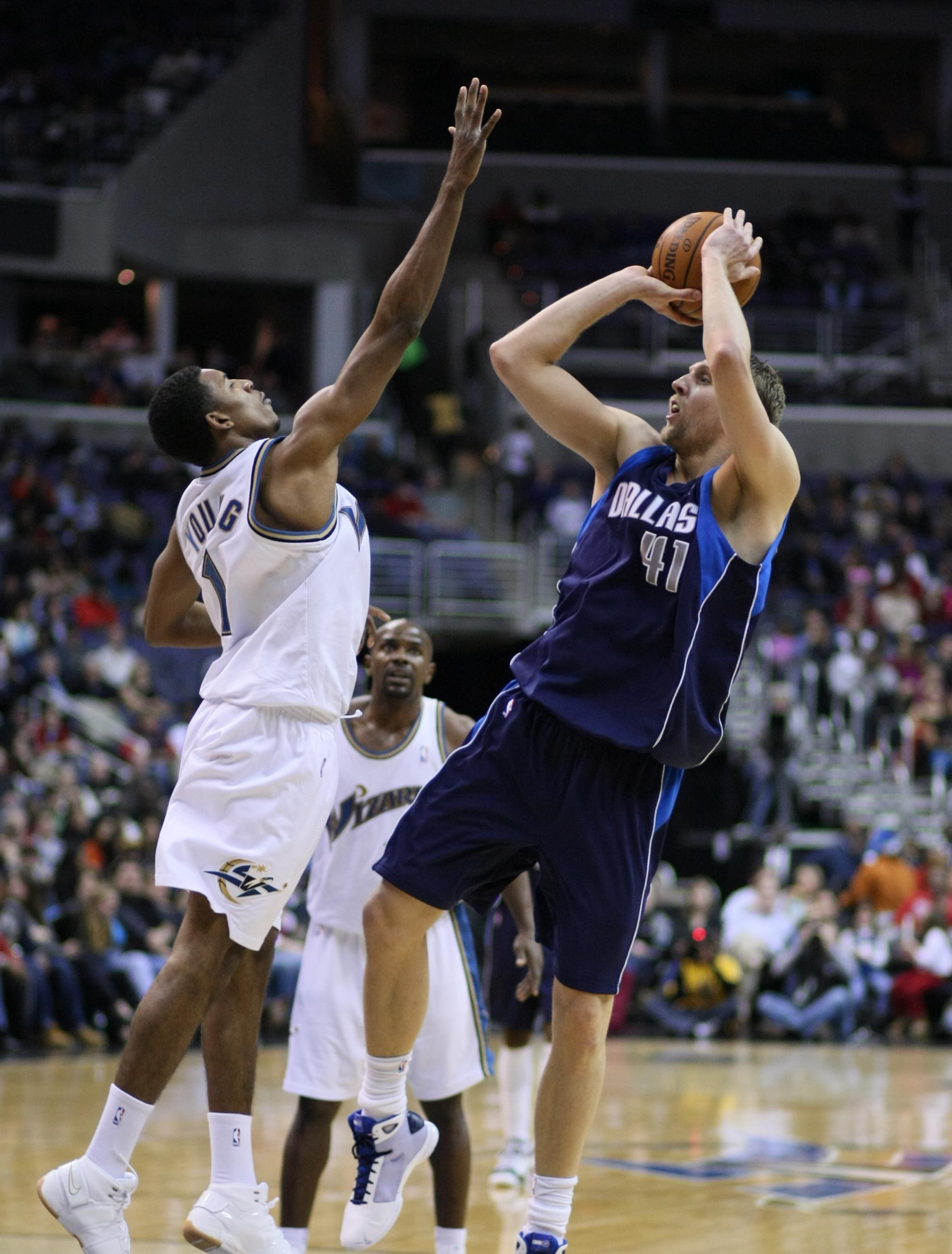
Dirk Nowitzki réalisant un fadeaway sur une seule jambe, surnommé Dirk shot.

- Défense individuelle, ou défense homme-à-homme : type de défense dont le principe est que chaque joueur doit garder un adversaire spécifique.
- Défense de zone : type de défense dont le principe est que chaque joueur défensif doit couvrir une zone de jeu. Ce type de défense est une alternative à la défense individuelle.
- Défense en boite : type de défense où un joueur défend en homme-à-homme sur le meilleur joueur adverse pour le priver du ballon. Généralement, les quatre autres joueurs adoptent une défense de zone.
- Démarquage : fait de se libérer du marquage effectué par un défenseur pour obtenir une passe de son coéquipier.
- Détente sèche : désigne l'amplitude d'un saut vertical effectué sans élan. Un pas d'élan peut être toléré à condition qu'un des deux appuis au sol reste fixe. On mesure généralement la détente sèche en calculant la différence entre la hauteur que peut atteindre la main du sauteur – debout, bras tendu vers le haut, pieds au sol – et la hauteur qu'il peut atteindre avec cette même main au maximum de son saut.
- Dirk shot : variante du fadeaway réalisée en équilibre sur une seule jambe. Encore plus difficile à bloquer que le fadeaway classique, cette technique a été inventée par le joueur allemand Dirk Nowitzki[5].
- Dish : désigne une passe décisive en argot américain.
- Double double : performance individuelle lors d'un match dans lequel un joueur a enregistré au moins 10 unités dans deux des catégories statistiques suivantes : points, rebonds, passes décisives, interceptions et contres.
- Double dribble : reprise de dribble en anglais.
- Double faute: situation dans laquelle 2 adversaires commettent une faute l’un contre l’autre presque en même temps.
- Double-pas : désigne une technique particulière de réalisation de panier, effectuée en pleine course, après une série de deux pas sans dribble qui placent le joueur en position de sauter à proximité du panier au moment de tirer.
- Double team : voir prise à deux.
- Downtown shot : « tir depuis le centre-ville » (traduction littérale), plus connue en français sous le nom « tir du parking ». Désigne un tir réalisé largement derrière la ligne des trois points.
- Draft de la NBA (ou repêchage pour les Québécois) : événement annuel majeur dans la ligue de basket-ball nord-américaine, consistant en une bourse de joueurs qui vont débuter dans la ligue : lors d’une soirée où sont réunis le commissaire de la NBA et les dirigeants des trente équipes, chaque équipe va sélectionner à tour de rôle un joueur issu de l’université, du lycée, ou de l’étranger. La draft est le point d'entrée principal pour la majorité des joueurs évoluant en NBA.
- Dribble : action de faire rebondir la balle sur le terrain avec une main pour se déplacer.
- Drive : perforer la ligne de défense adverse en dribblant rapidement vers le panier.
- Dunk : voir slam dunk.

## E
- Écran : action visant à gêner le défenseur d'un coéquipier en s'immobilisant sur sa trajectoire.
- Entre-deux : méthode de mise ou remise en jeu du ballon, principalement en tout début d'une rencontre.
- Évaluation : statistique qui permet de montrer l'apport d'un joueur sur un match en comptabilisant la plupart des catégories statistiques.
- Extérieurs : terme désignant les joueurs évoluant le plus souvent à l'extérieur de l'arc des trois points, par opposition aux intérieurs. Il s'agit généralement du meneur et de l'arrière, auquel on associe parfois l'ailier.

## F

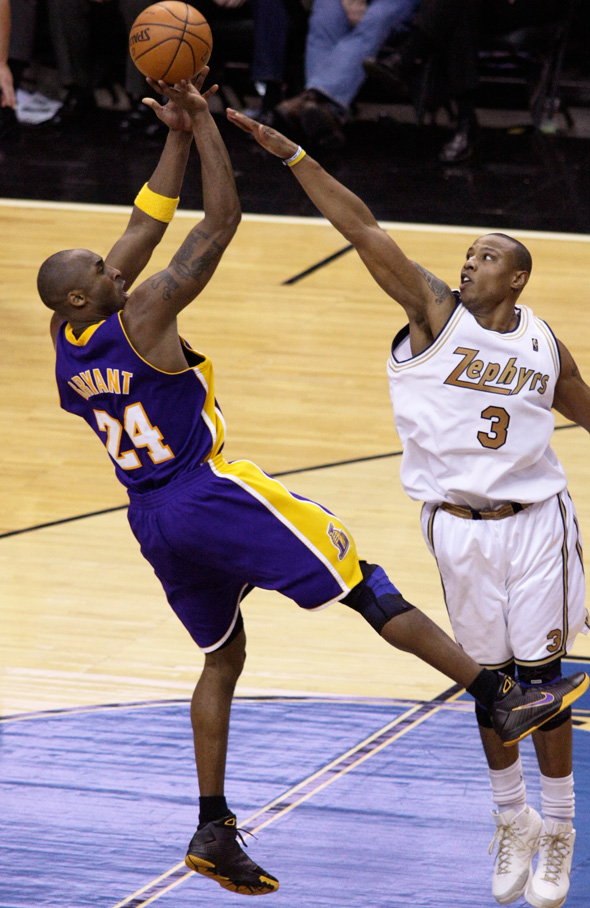
Kobe Bryant tire en fadeaway devant Caron Butler.

- Fadeaway : tir au panier effectué lors d'un saut vers l'arrière.
- Faute flagrante (en NBA), ou faute antisportive voire encore intentionnelle (en Europe) : type de faute généralement liée à un contact, dont on estime qu'il met en danger l'intégrité physique de l'adversaire.
- Faute personnelle : type de faute généralement liée à un contact ou une prise de balle illicite.
- Faute technique : type de faute généralement commise lorsqu'un joueur ou entraîneur viole certaines règles, hors contacts physiques, le plus souvent après contestation d'une décision des arbitres.
- Fédération internationale de basket-ball (FIBA) : organisme dirigeant le basket-ball international.
- Field goals : ensemble des tirs inscrits par une équipe durant un match, à l'exception des lancers francs.
- Finger roll : variante du double-pas qui consiste à amener la balle vers le panier en la faisant rouler sur le bout des doigts.
- Final Four : anglicisme qui peut se traduire par « finale à quatre ». En compétition, il consiste à réunir les quatre demi-finalistes dans un même lieu pour jouer la fin de l'épreuve sur un week-end seulement.
- Floater ou flotteur : double-pas réalisé à mi-distance du panier, afin que les défenseurs ne s'y attendent pas et n'aient pas l'occasion de le contrer. Cette technique surprend ainsi l'adversaire mais sa précision est moindre.
- Fouetté : mouvement du poignet qui donne sa puissance au tir et sa rotation spécifique à la balle.
- Fouled out : se dit d'un joueur exclu du match pour avoir commis cinq (FIBA) ou six (NBA) fautes personnelles.
- Franchise : dans l'univers du sport nord-américain, équipe évoluant dans une ligue professionnelle.
- Franchise player : leader d'une franchise, titulaire d'un contrat long et autour de qui l'équipe est organisée.
- Free throw : lancer franc en anglais.
- Free throw line dunk : désigne un type de slam dunk réalisé par un joueur sautant en longueur avant la limite de la ligne des lancers francs et en laissant rentrer la balle dans le panier par le dessus de l'anneau.

## G
- Games behind (souvent abrégé GB) : victoires en retard par rapport au premier du classement.
- Goggles : lunettes de protection conçues spécialement pour la pratique du basket-ball. Certains joueurs en ont porté à la suite d'un problème de santé (Kareem Abdul-Jabbar) ou comme accessoire de style.
- Guard : désigne un joueur extérieur, c'est-à-dire un meneur (point guard) ou un arrière (shooting guard).

## H
- Hack-a-player : technique consistant à commettre une faute volontaire sur un défenseur (par exemple en touchant son dos ou en attrapant son maillot) connu pour sa faible adresse au tir, afin de l'envoyer tirer des lancers francs. Son échec probable peut permettre à l'équipe adverse de récupérer le ballon. Cette technique a notamment été appliquée à Shaquille O'Neal (« Hack-a-Shaq »), Dennis Rodman et Ben Wallace, et plus récemment à Dwight Howard et DeAndre Jordan ou encore Giánnis Antetokoúnmpo .
- Harlem Globetrotters : équipe de basket-ball des États-Unis, connue à travers le monde entier, les Globetrotters se produisent au cours de matchs d'exhibition aussi amusants qu'athlétiques.
- Homecourt advantage : l'« avantage du terrain ». Lors d'une série de playoffs, une des deux équipes bénéficiera d'une rencontre à domicile supplémentaire.
- Homme à homme : voir Défense individuelle.

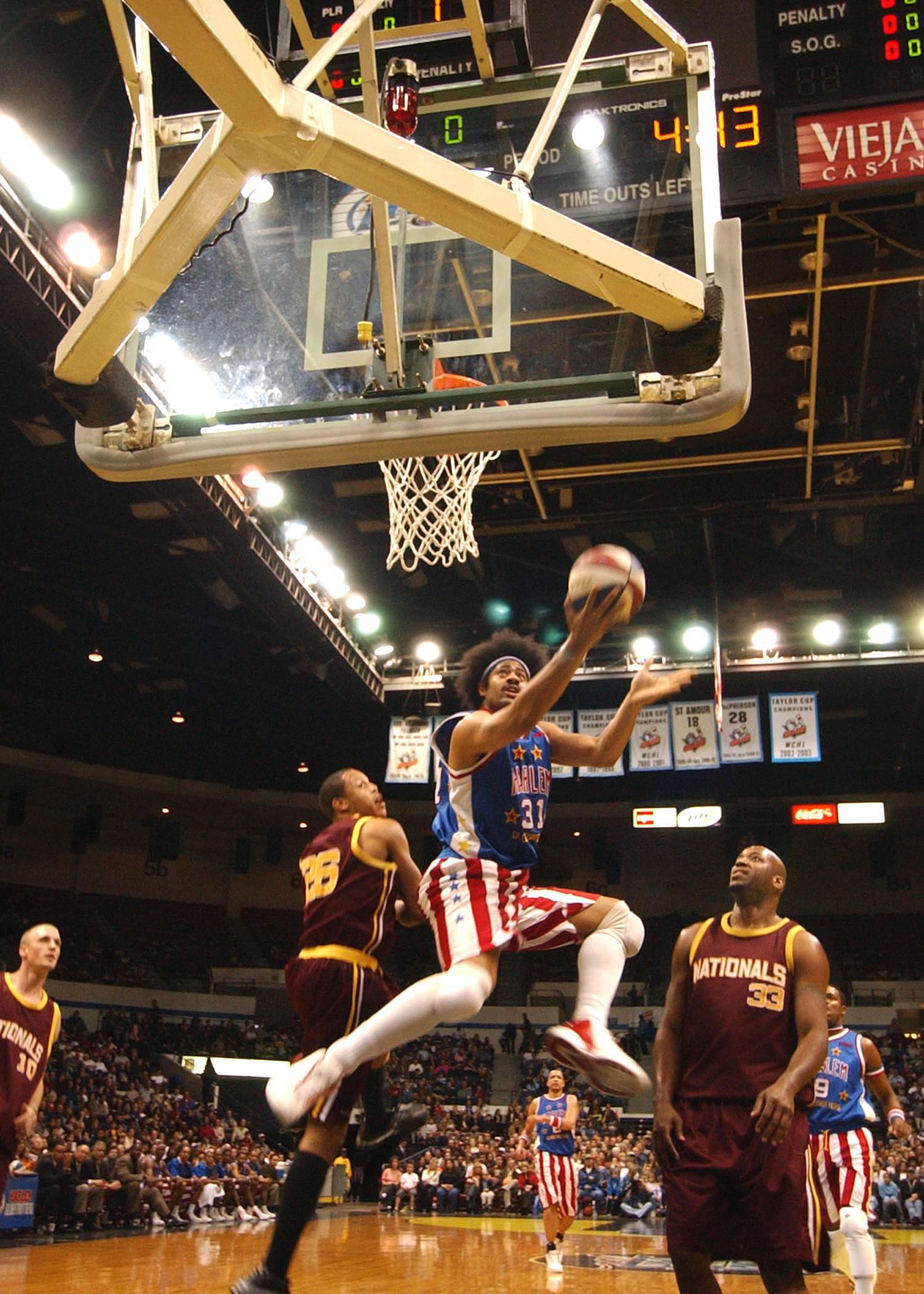
Eugene "Killer" Edgerson monte au lay-up pour les Globetrotters de Harlem.

## I
- Interception (steal en anglais) : prendre le ballon à l'adversaire, soit de ses mains (sans commettre de faute), soit en attrapant une passe de celui-ci.
- Interférence (en) (ou goaltending) : violation du règlement qui se manifeste dans plusieurs cas : si un joueur touche la balle alors qu'elle est sur le panier, par-dessus ou par-dessous le panier ; qu'elle décrit une trajectoire descendante vers le panier ; ou si un joueur abaisse volontairement l'arceau pour empêcher le tir de rentrer.
- Intérieurs : terme désignant les joueurs évoluant le plus souvent à l'intérieur de l'arc des trois points, par opposition aux extérieurs. Il s'agit généralement de l'ailier fort et du pivot, auquel on associe parfois l'ailier.

## L
- Lancer franc : pénalité accordée à un joueur victime d'une faute au moment où il tirait, victime d'une faute antisportive ou lorsque l'équipe adverse est sanctionnée d'une faute technique.
- Lay-up : désigne le fait de marquer la balle au panier sans dunker après un double-pas et un saut et avant que celle-ci ne touche le sol. La paume de la main est sous la balle et les doigts vers le panier, au contraire du push-up durant lequel les doigts sont vers le tireur, comme pour un tir classique.
- Lay back: désigne le fait de marquer un panier sans dunker après un double-pas de façon opposé du panier
- Lucky bounce : « rebond chanceux ». Un tir qui tourne autour de l'arceau avant de rentrer.

## M
- Maillots retirés (NBA) : les franchises de la NBA ont l'habitude de retirer les maillots des joueurs ayant marqué leur histoire.
- Marcher : violation, lorsque le joueur qui possède le ballon prend plus de deux appuis sans dribbler.
- Meneur : un des cinq postes usuels au basket-ball. C'est lui qui monte la balle à travers le terrain et annonce les différentes tactiques à mettre en place.
- MVP (Most Valuable Player) : titre décerné au meilleur joueur d'une compétition ou d'un match.
- Mismatch : se dit d'une situation où l'attaquant et le défenseur possèdent une différence de taille notable, ce qui va avantager l'un ou l'autre suivant leur position sur le terrain et leurs postes de jeu habituels.
- Money-time : instants décisifs d'un match serré, généralement les deux dernières minutes d'une rencontre où les deux équipes sont au coude à coude.

## N
- National Basketball Association (NBA) : principale ligue de basket-ball professionnelle masculine nord-américaine.
- No-look pass : passe aveugle, réalisée sans regarder son coéquipier.

## O
- Overtime : désigne les prolongations en NBA.

## P
- Paint : la raquette.
- Panneau (ou planche) : rectangle en plexiglas ou en métal auquel est fixé le panier. Il permet aux joueurs d'utiliser le rebond de la vitre lors d'un tir ou d'un double pas.
- Panier : cerceau métallique à travers lequel les joueurs doivent faire passer le ballon pour marquer des points. Par extension il désigne aussi le fait d'avoir marqué deux ou trois points.

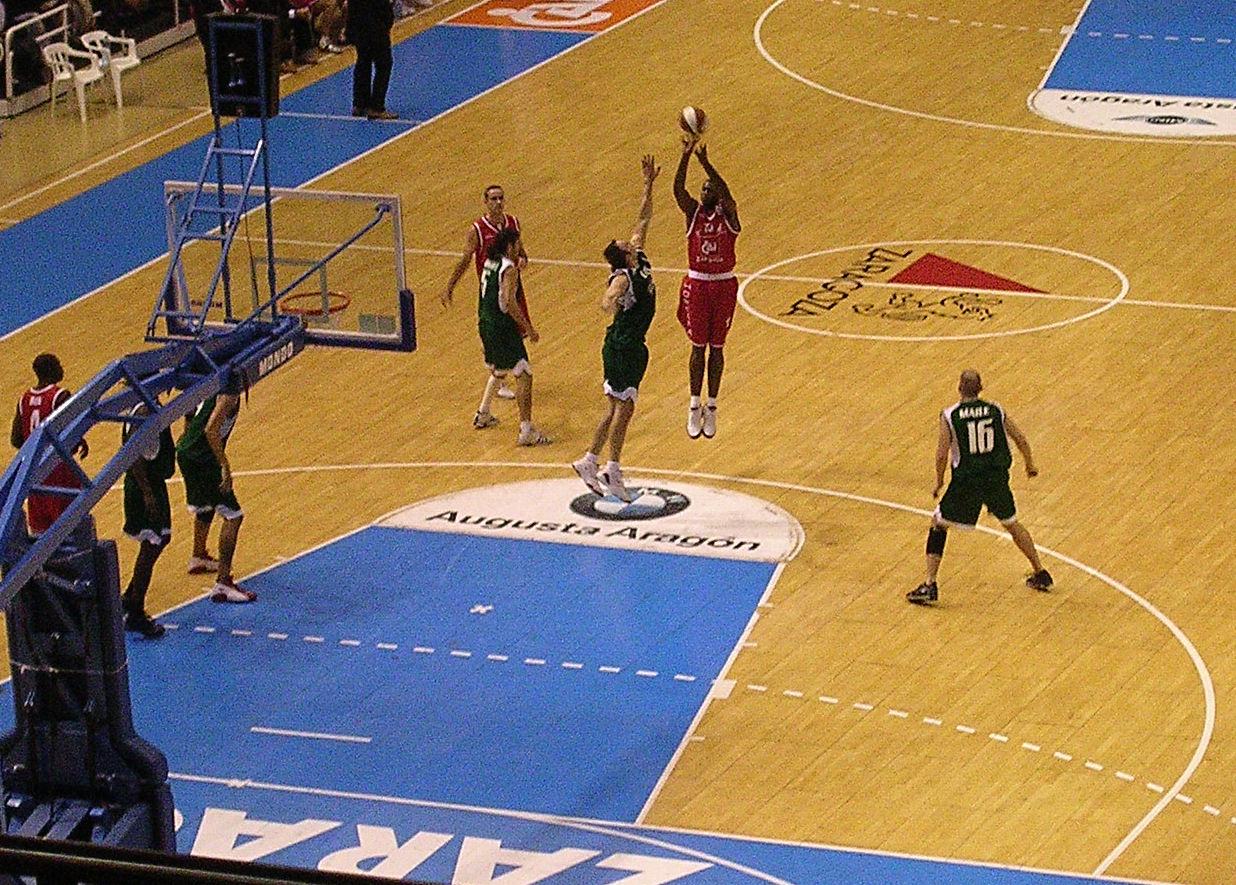
Panier à trois points

- Panier à trois points : tir réussi à longue distance, derrière une ligne placée selon les règles internationales à 6,75 m.
- Passage en force : faute commise par l'attaquant qui entre en contact avec un défenseur à l'arrêt ou qui écarte son défenseur pour gagner de l'espace.
- Passe à terre ou passe à rebond : passe qui consiste à passer le ballon en touchant le sol.
- Passe décisive : une passe directement suivie d’un panier réussi.
- Pick : un écran.
- Pick and pop : écran dont l'auteur s'écarte du panier pour proposer une solution de tir à trois points.
- Pick and roll : écran dont l'auteur « roule » autour de son défenseur pour se diriger vers le panier, mettant son adversaire dans son dos.
- Pied : Action d'amener une partie de sa jambe au ballon. Ce geste est sanctionné d'une violation et d'une remise en jeu pour l'équipe adverse.
- Pivot : un des cinq postes usuels au basket-ball. Il désigne le joueur situé le plus près du panier quand le jeu est en place.
- Plafond salarial (salary cap) : masse salariale maximale d'une équipe dont l'objectif est de limiter l'accumulation de gros salaires dans un club sportif et donc de garantir une certaine équité entre les clubs d'une même ligue. Pour la saison 2014-2015 en NBA, le plafond est fixé à 63,065 millions de dollars[6]. Lors de la saison 1984-1985, ce plafond avait été fixé à 3,6 millions de dollars.
- Poster : désigne un dunk effectué sur le défenseur. Par extension, un joueur ayant effectué un poster dunk a « posterisé » son adversaire.
- Post-up : ce terme désigne une situation de jeu où un attaquant le dos au panier vient se placer contre un autre joueur qui essaie de bloquer son avancée. L'attaquant peut ainsi se rapprocher petit à petit du panier, avant de réaliser par exemple un bras roulé ou un tir en fadeaway.
- Prise à deux : action défensive consistant à mettre deux défenseurs sur un seul attaquant.

## Q
- Quadruple double : performance individuelle lors d'un match dans lequel un joueur a enregistré au moins 10 unités dans quatre des catégories statistiques suivantes : points, rebonds, passes décisives, interceptions et contres.
- Quart-temps : Période de jeu lors d'un match. En NBA, un match est composé de 4 quarts-temps de 12 minutes, alors que pour la FIBA ils durent chacun 10 minutes.
- Quintuple double : performance individuelle lors d'un match dans lequel un joueur a enregistré au moins 10 unités dans les cinq catégories statistiques suivantes : points, rebonds, passes décisives, interceptions et contres.

## R
- Raquette (ou plus exactement zone restrictive) : zone du terrain située sous chaque panier, généralement de forme rectangulaire, elle peut être de forme et de taille différentes en fonction des organismes organisant les compétitions.
- Rebond : action de capter la balle après un tir manqué et avant que celle-ci ne touche le sol.
- Redshirt : joueur ne disputant pas de match officiel pendant une saison.
- Rejection : désigne familièrement un contre.
- Retour en zone (backcourt violation) : faute consistant à revenir dans sa moitié de terrain avec le ballon après avoir franchi la ligne médiane.
- Reverse: dribble qui consiste à effectuer une rotation pour enrouler l'adversaire.
- Rim : l'arceau du panier.
- Rock : « pierre ». Désigne familièrement la balle de basket-ball.
- Rookie ou, au Québec, « recrue » : terme sportif nord-américain que l'on peut traduire en français par « néo-professionnel » (ou « débutant » suivant le contexte), concernant un joueur évoluant pour la première année dans un championnat.
- Roster : effectif d'une équipe.
- Run and gun : jeu privilégiant la contre-attaque et les tirs rapides.

## S
- Scout : recruteur chargé de repérer de futurs joueurs pour les équipes de NBA.
- Sixième homme : joueur important dans la rotation d'une équipe mais qui commence usuellement le match comme remplaçant, derrière les cinq joueurs majeurs.

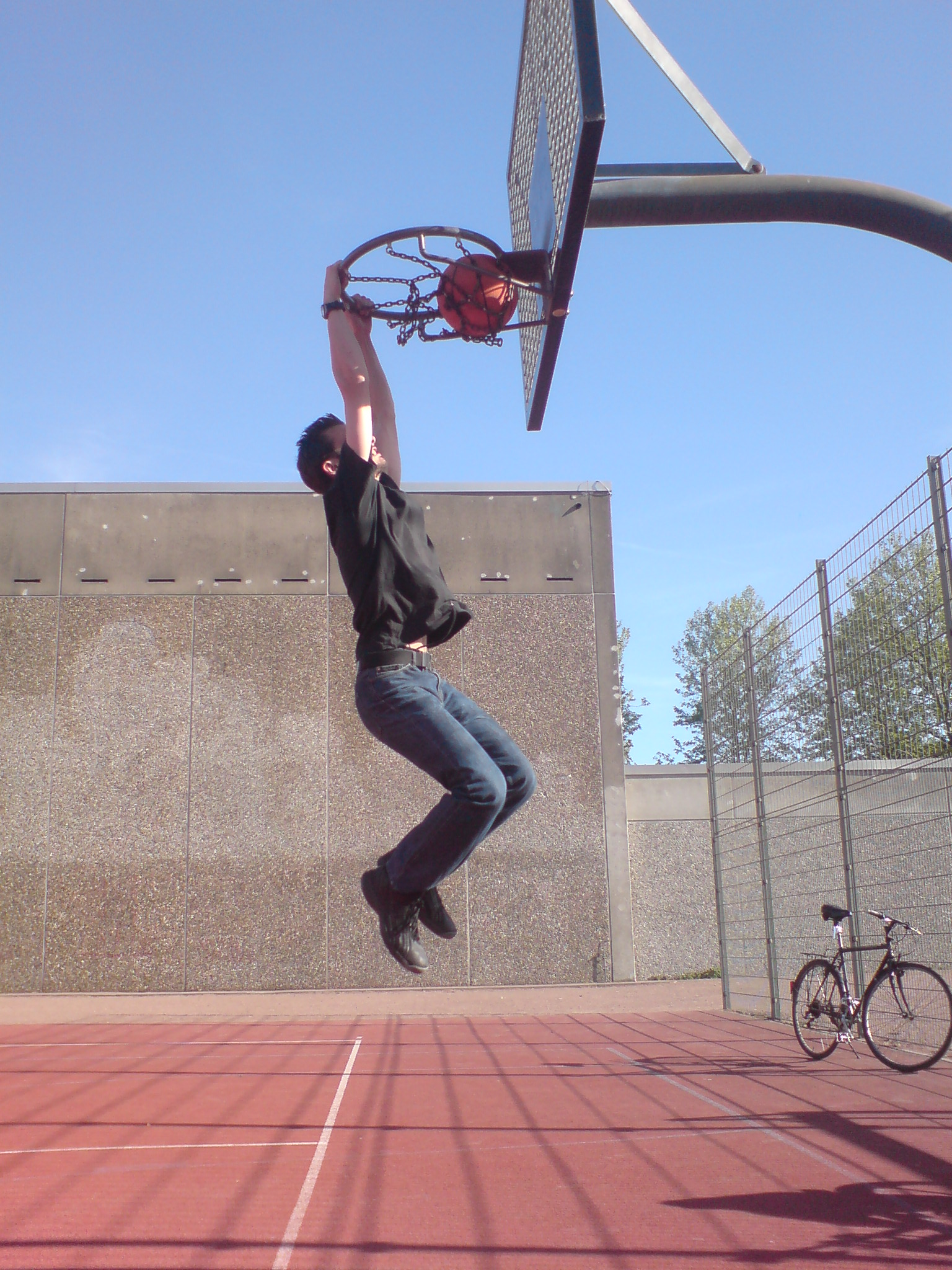
Joueur de basket-ball réalisant un dunk.

- Slam dunk : plus couramment appelé dunk, c'est une action de jeu (réalisée pour la première fois par George Mikan) au basket-ball qui consiste à marquer en s'accrochant à l'arceau, à une ou deux mains. Le dunk est une des manières les plus spectaculaires de marquer un panier. Dunk est un terme anglais, inventé par Chick Hearn, commentateur des Los Angeles Lakers. Dans d'autres sports (tennis, volley-ball...), on parle de smash pour un type d'action similaire au dunk.
- Small ball : tactique de jeu valorisant l'agilité, la rapidité et le tir à trois points, au détriment de la force physique et du jeu dans la raquette. Elle suppose un effectif de joueurs plus petits et a pour but d'accroître les capacités offensives de l'équipe.
- Step-back : mouvement ultra-rapide qui permet au joueur de créer une distance avec son défenseur au moyen d’un pas de côté fulgurant qui annonce un tir en suspension dans la foulée (grands spécialistes : Paul Pierce, Dirk Nowitzki, Stephen Curry, James Harden, Luka Dončić).
- Streetball, ou basket-ball de rue : variante du basket-ball se pratiquant en extérieur, bien souvent sur du goudron (des terrains dénommés playgrounds).
- Sweep : « coup de balai ». Désigne le fait de perdre sa série de playoffs par quatre défaites à zéro.
- Swingman : joueur capable de jouer à la fois arrière et ailier.
- Swish, swish shot ou swisher : un tir direct réalisé lorsque le ballon rentre dans le panier sans toucher ni l'arceau ni le panneau ; swish est une onomatopée, proche du son de la balle lorsqu'elle traverse le filet.

## T
- Table de marque : regroupe les officiels assistant les arbitres, elle comprend toujours un marqueur qui s'occupe de la tenue de la feuille de match (notant les fautes et points marqués par chaque joueur), un chronométreur qui s'occupe d'afficher les informations du match sur le panneau d'affichage de la salle (points, fautes...) et de gérer le chronométrage de la rencontre. Elle est placée sur le côté du terrain, dans le sens de la longueur, entre les deux bancs des deux équipes. Elle est positionnée au niveau du milieu du terrain.
- Tap in[7] / Tip in[8] : voir claquette.
- Temps mort : Interruption du jeu de 60 secondes demandé par un coach permettant de donner des consignes aux joueurs ou de leur permettre de se reposer.
- The Shot : buzzer beater inscrit par Michael Jordan le 7 mai 1989 contre les Cavaliers de Cleveland[9].
- Terrain de basket-ball : le terrain sur lequel se déroule un match de basket-ball. En extérieur, il est généralement goudronné ou en terre battue (playground). Dans un gymnase, le terrain est souvent réalisé en parquet et comporte parfois le logo de l'équipe résidente sur le cercle central.
- Tomahawk dunk : dunk violent réalisé d'une seule main.
- Trap : voir prise à deux.
- Trash talking : fait de se moquer, voire d'insulter l'adversaire pour le déstabiliser. Le trash talk peut entraîner une faute technique pour manque de fair-play. Certains joueurs se sont rendus célèbres pour leurs moqueries : Charles Barkley, Gary Payton, Larry Bird ou encore Rasheed Wallace[10].
- Travel (ou traveling) : marcher en anglais.
- Triple double : performance individuelle lors d'un match dans lequel un joueur a enregistré au moins 10 unités dans trois des catégories statistiques suivantes : points, rebonds, passes décisives, interceptions et contres.
- Turnover : perte de balle (en français), au profit de l'autre équipe.
- Two-way contract : contrat de travail créé en 2017 formant une passerelle entre la NBA et la G-League. Une franchise peut jouer un ou deux joueurs supplémentaires pour les faire évoluer jusqu’à 45 jours en NBA en plus de la G-League. Passé 45 jours, la franchise doit laisser évoluer le joueur en la seule G-League ou lui faire signer un contrat NBA[11].

## U
- Un contre un : duel entre un attaquant dribblant et un défenseur tentant de lui prendre la balle. Cette pratique constitue la base du streetball.
- Un plus un : système régissant les lancer-francs pendant un temps : un joueur ayant subi une faute se voit accorder un second lancer s'il a réussi le premier.
- Union des ligues européennes de basket-ball (ULEB) : une ligue européenne professionnelle de basket-ball créée en 1991, avec pour objet le développement des différentes ligues de basket-ball professionnelles européennes, ainsi que l'amélioration de la coopération entre celles-ci.

## W
- Women's National Basketball Association (WNBA) : une ligue américaine professionnelle de basket-ball féminin.

## Z
- Zone avant : Moitié de terrain se trouvant sous le panier adverse.
- Zone arrière : Moitié de terrain se trouvant sous son propre panier.
- Zone presse (ou zone press) : défense de zone sur la moitié de terrain adverse visant à appliquer une pression forte pour récupérer rapidement la balle.